# Gyrinus analis
Gyrinus analis är en skalbaggsart som beskrevs av Thomas Say 1823. Gyrinus analis ingår i släktet Gyrinus och familjen virvelbaggar. Inga underarter finns listade i Catalogue of Life.